# 5 Seconds of Summer
5 Seconds of Summer (в переводе с англ. — «5 секунд лета») — австралийская музыкальная рок-группа, играющая в жанрах поп-рок, поп-панк. Коллектив был основан в 2011 году в Сиднее музыкантами Люком Хеммингсом (основной вокал, гитара), Майклом Клиффордом (вокал, гитара), Калумом Худом (вокал, бас-гитара) и Эштоном Ирвином (вокал, ударные).

## О группе

### 2011—2013: Формирование, начало творчества

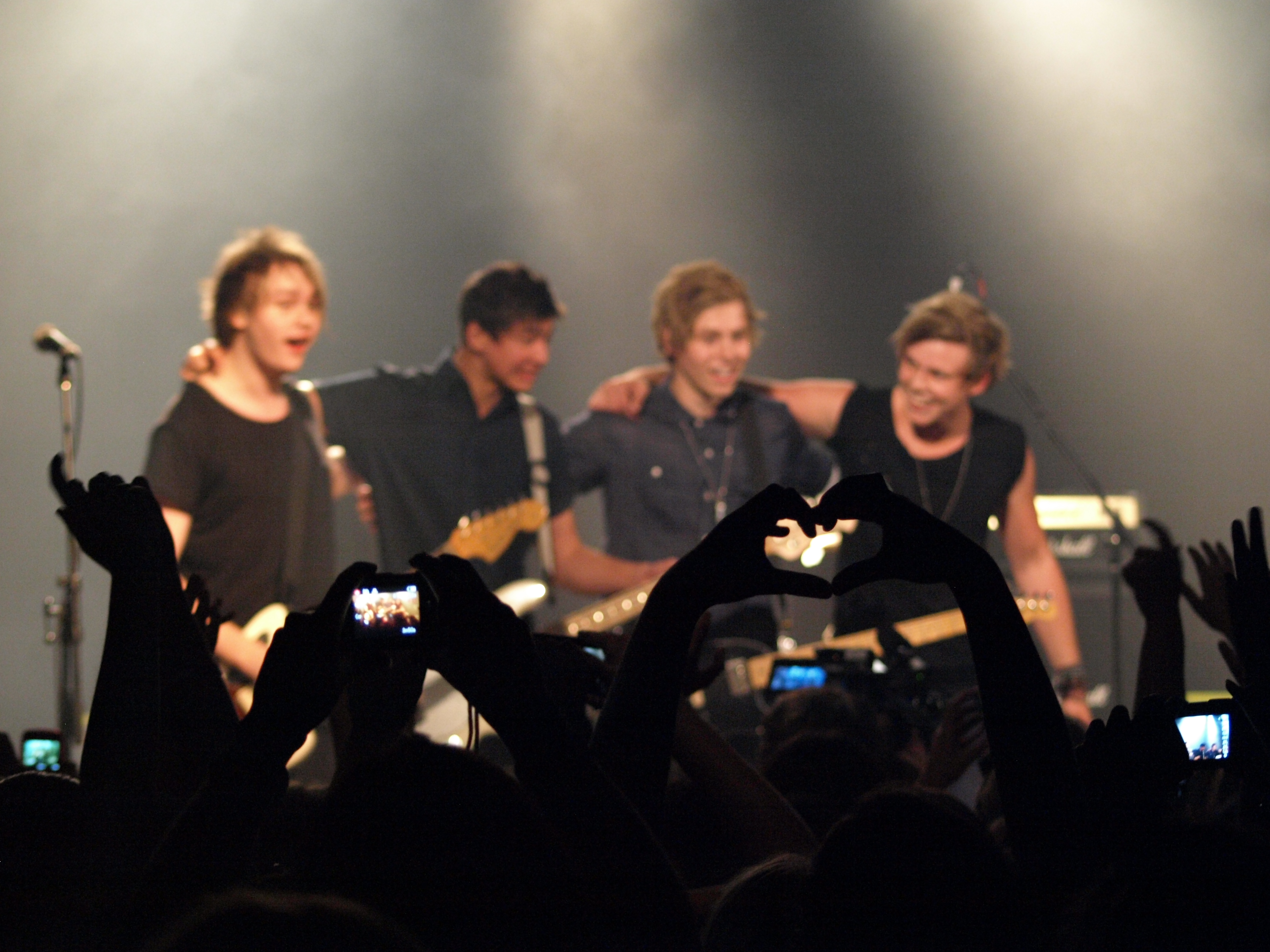
5 Seconds of Summer на концерте в честь выхода мини-альбома Somewhere New, 25 ноября 2012 года

В декабре 2011 года Люк Хеммингс, Майкл Клиффорд и Калум Худ, которые учились в одном колледже (Norwest Christian College), начали записывать на видео кавер-версии популярных хитов. Первый из таких роликов был размещён 3 февраля 2011 года на оригинальном канале Хеммингса на видеосервисе YouTube.
В декабре 2011 года к группе присоединился барабанщик Эштон Ирвин для того, чтобы сыграть первый концерт в Сиднее, после чего Эштон стал постоянным членом группы.
5 Seconds of Summer сумели привлечь внимание крупных музыкальных лейблов и издателей, начав сотрудничать с одной из самых крупных звукозаписывающей компанией Sony/ATV Music Publishing. Первый музыкальный релиз коллектива — мини-альбом под названием Unplugged, достиг третьей строчки в австралийском чарте по продажам онлайн-магазина iTunes, благодаря выпуску песни «Gotta Get Out». И это несмотря на то, что группа продвигала свою музыку исключительно через социальные сети.
Вторую половину 2012 года 5 Seconds of Summer работали c музыкантами Кристианом Ло Руссо и Джоэлом Чепменом из группы Amy Meredith. Были записаны две песни «Beside You» и «Unpredictable», которые позже были изданы на втором по счету мини-альбоме группы Somewhere New. В поддержку данного альбома, в ноябре 2012 года, исключительно в Австралии и Новой Зеландии, был выпущен сингл «Out of My Limit». Релиз самого альбома состоялся в декабре. Также в декабре 2012 года группа отправилась в Лондон, где некоторое время записывала новые песни с известными коллективами McFly, Kaiser Chiefs, Busted и Scouting for Girls.

### 2013: Успех и релиз дебютного альбома
2013 год начался с грандиозной новости для 5 Seconds of Summer: было объявлено в феврале, что группа поедет в мировое турне Take Me Home Tour с одним из самых успешных бой-бэндов One Direction, которые выбрали их для разогрева в Великобритании, Северной Америке, Австралии и Новой Зеландии. Тур начался 23 февраля с концертом на лондонском стадионе «O2 Арена» и завершился для 5 Seconds of Summer 30 октября 2013 года в Мельбурне. В мае, во время перерыва тура, 5 Seconds of Summer вернулись на родину в Австралию, где на протяжении месяца давали концерты в рамках собственного тура Pants Down Tour. 21 ноября, того же года, 5 Seconds of Summer подписали контракт с мейджор-лейблом Capitol Records.
21 февраля 2014 года группа выпустила официальный дебютный сингл «She Looks So Perfect», который можно было заранее заказать 5 февраля. В течение двух дней трек занимал первые позиции по продажам iTunes в 39 странах, включая Австралию и Великобританию. После мирового релиза, синглу удалось возглавить национальные чарты Новой Зеландии, Австралии, Великобритании и Ирландии. В Соединенном Королевстве 5 Seconds of Summer стали первой австралийской группой, которой удалось возглавить национальный рейтинг спустя 14 лет. В США, мини-альбом вышедший в поддержку сингла «She Looks So Perfect», достиг 2-й пиковой позиции в рейтинге Billboard 200.

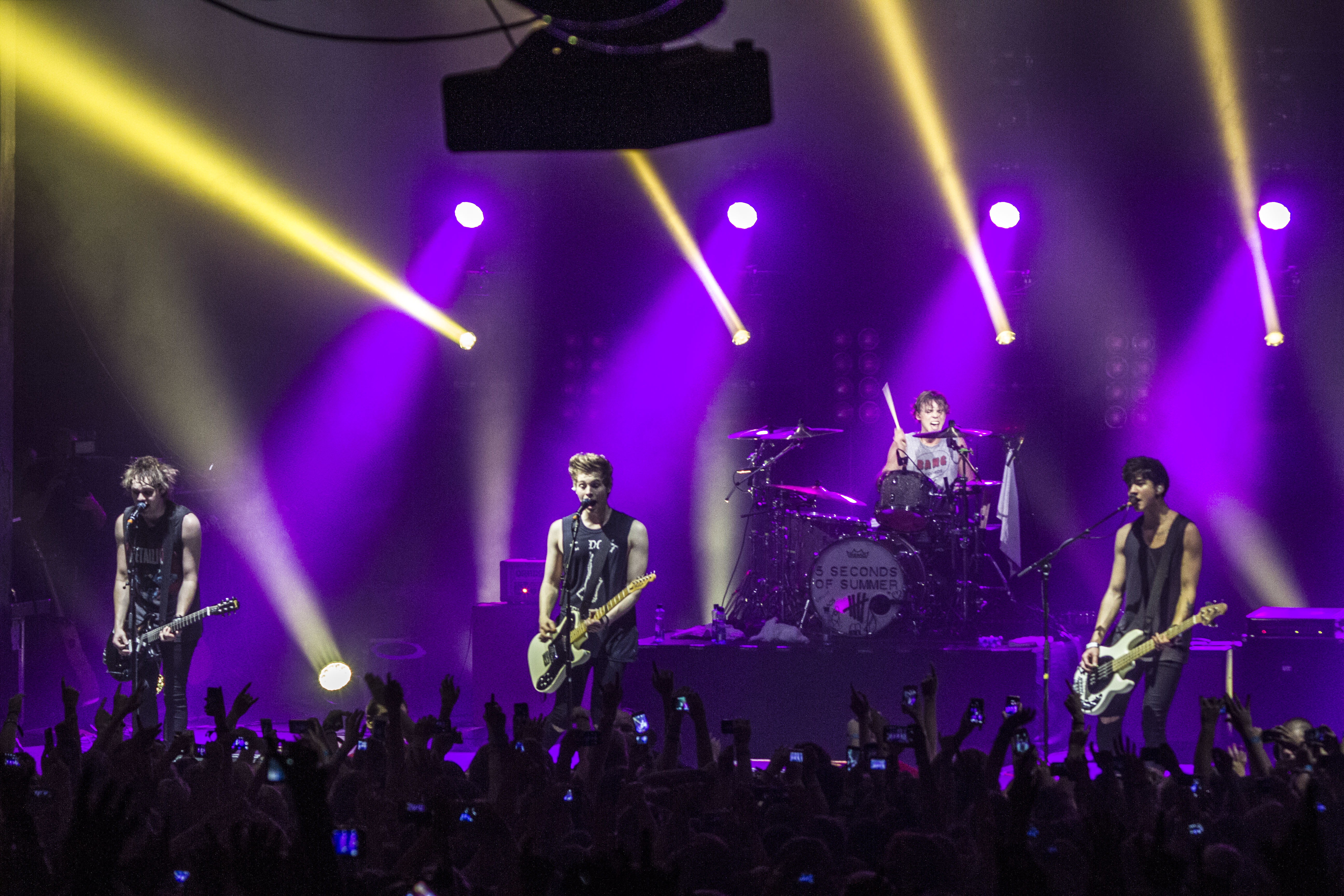
5 Seconds of Summer выступают в театре «Enmore» в Сиднее, 30 апреля 2014 года

С приходом всё большей популярности и подписанием контракта с пиар-компанией Modest Management в апреле 2014 года группу в средствах массовой информации зачастую пытались сравнить с One Direction, называя их «новым успешным бой-бэндом», на что 5 Seconds of Summer ответили, что являются просто музыкальной группой.
В марте 2014 года One Direction снова пригласили 5 Seconds of Summer на разогрев их нового мирового тура Where We Are Tour. С мая по июль прошли совместные концерты групп по Европе, а с августа стартовала американская часть, которая продлилась до начала октября.
27 июня состоялся релиз дебютной студийной пластинки 5 Seconds of Summer, которая была названа в их честь. Она включала в себя 12 стандартных композиций, в том числе хит «She Looks So Perfect». В мире, специально для поклонников группы, альбом был также выпущен в различных расширенных форматах, куда вошло множество дополнительных новых композиций. В США альбом стартовал сразу с первого места в престижном чарте Billboard 200, с проданными 259 тысяч копий альбома за первую неделю. Таким образом, 5 Seconds of Summer стали первой и единственной группой из Австралии, которой удалось дебютировать с первого места в США с дебютным полноценным диском.
Пластинка 5 Seconds of Summer также возглавила официальные чарты Австралии, Италии, Канады, Новой Зеландии, Испании, Дании, Нидерландов. В Великобритании альбом достиг 2-го места в альбомном чарте, за что получил «золотую» сертификацию.
В начале августа 2014 года 5 Seconds of Summer одержали победу в двух номинациях молодёжной премии Teen Choice Awards — «Лучшая начинающая группа» и «Лучшая группа лета». Также, 24 августа, музыканты выиграли статуэтку премии MTV Video Music Awards за лирик-видео на песню «Don’t Stop».
На ежегодной церемонии MTV Europe Music Awards, которая в 2014 году проходила в Глазго, музыканты победили в нескольких заявленных номинациях. 5 Seconds of Summer не только стали «Лучшими исполнителями Австралии и Новой Зеландии», но и были названы «Прорывом года», «Лучшими среди новых артистов» и «Лучшими артистами рубрики „MTV Push“».
15 декабря 2014 года вышел первый концертный альбом коллектива под названием LIVESOS. Пластинка включает 16 композиций, записанных во время различных концертов группы по всему миру. В поддержку альбома вышел сингл «What I Like About You», на который был также представлен концертный видеоклип, снятый на арене The Forum в Инглвуде.

### 2015-2016: Sounds Good Feels Good
В мае 2015 года группа отправилась в свой первый хедлайнерский тур Rock Out With Your Socks Out Tour по Европе, Австралии, Новой Зеландии и Северной Америке.
17 июля 2015 года группа выпустила "She's Kinda Hot" в качестве первого сингла со своего второго студийного альбома. 12 августа они объявили, что их второй студийный альбом называется Sounds Good Feels Good. 28 августа они выпустили свой седьмой EP, She's Kind Hot, только в Великобритании и Ирландии. 9 октября они выпустили "Hey Everybody!" как второй сингл и анонсировали Live Feels Live World Tour.
Sounds Good Feels Good был выпущен по всему миру 23 октября 2015 года. Он стал вторым номером один группы в их родной стране и первым в Соединенном Королевстве. В Соединенных Штатах 5 Seconds of Summer стали первой группой (не вокальной), чьи первые два полноформатных альбома дебютировали на вершине чартов. Группа выпустила свой третий сингл "Jet Black Heart" 17 декабря 2015 года вместе с музыкальным клипом, в котором приняли участие некоторые из ее поклонников.
В 2016 году группа отправилась в свое мировое турне Sounds Live Feels Live, которое включало аншлаги на стадионах и аренах. Они гастролировали по Северной Америке, Европе, Австралии и Азии.
3 июня группа анонсировала свой сингл "Girls Talk Boys". Песня была включена в новую часть фильма "Охотники за Привидениями" (оригинальный саундтрек к фильму) и была выпущена 15 июля. 2 декабря группа объявила о выпуске своих би-сайдов и раритетов под названием This Is Everything We Ever Said, чтобы отпраздновать свою пятую годовщину как группы.

### 2017-2018: Youngblood
13 января 2017 года группа была представлена на песню "Take What You Want " японской рок-группы One Ok Rock из их восьмого студийного альбома Ambitions. 11 мая группа объявила даты своего летнего тура, в котором они выступали на нескольких музыкальных фестивалях в Азии, Европе и Южной Америке с августа по сентябрь 2017 года. Последним музыкальным фестивалем, на котором они выступали в этом году, был бразильский Rock In Rio.
Группа провела остаток года, создавая свой третий студийный альбом с Александрой Тампоси, Эндрю Вотманом, Риверсом Куомо, Эндрю Голдстейном и другими музыкантами. Ирвин утверждает, что, помимо работы над альбомом, они потратили свое время на "переосмысление того, [они] являются взрослыми мужчинами" после столь долгих гастролей.
22 февраля 2018 года группа выпустила сингл "Want You Back" и объявила о рекламном туре 2018 года под названием 5SOS III. Группа отправилась в турне и выступала на площадках по всей Европе, США, Сингапуру, Австралии, Мексике и Бразилии с марта по июнь 2018 года. Помимо гастролей, группа выступала на музыкальных фестивалях, проводила акустические сессии на радиостанциях и выступала в телешоу для продвижения предстоящего альбома.
9 апреля 2018 года группа объявила, что их третий студийный альбом Youngblood выйдет 22 июня 2018 года. Группа объявила даты своего четвертого хедлайнерского тура под названием Meet You There Tour, который начался 2 августа 2018 года и проходил на различных аренах в Японии, Новой Зеландии, Австралии, Канаде, Соединенных Штатах и Европе, завершившись 19 ноября 2018 года.
22 мая заглавный трек был официально выпущен в качестве второго сингла с альбома. Он достиг пика на первом месте в Австралии в мае 2018 года и оставался на вершине чарта ARIA в течение восьми недель подряд. Он также оставался на первом месте в официальном музыкальном чарте Новой Зеландии в течение четырех недель подряд, попал в топ-5 официальных чартов Великобритании, попал в топ-5 Канады и попал в топ-10 американского Billboard Hot 100. В радиоформате он стал первым синглом группы, возглавившим американский хит-парад Pop Songs и Adult Pop Songs chart, а также современный хит-парад Радио Канады. Он был сертифицирован 5X platinum в Австралии, 2x platinum в Новой Зеландии, platinum в США, Великобритании и Канаде, а также gold в Бразилии, Бельгии и Италии.
1 июня 2018 года группа объявила, что дата выхода альбома была перенесена на 15 июня 2018 года. Youngblood дебютировал на первом месте в Австралии и США Billboard 200, став их третьим подряд альбомом номер один в обеих странах. Он дебютировал в топ-3 в Великобритании и семи других странах. В целом альбом попал в топ-10 из 20 стран.
Они исполнили свой ведущий сингл "Want You Back" на вечернем шоу с участием Джимми Фэллона 11 апреля и на The Voice (U. S. season 14) 8 мая. 25 мая группа выступила для избранных фанатов на первом мероприятии Spotify Fans First Event в Сиднее, Австралия. Группа исполнила свой второй сингл "Youngblood" на Voice Australia и в прямом эфире BBC Radio 1 12 июня.
В июне Apple Music выпустила документальный фильм под названием "On The Record: 5 Seconds of Summer-Youngblood", в котором были показаны интервью о создании альбома. Группа также провела однодневное шоу в Нью-Йорке, которое состоялось в день выхода их третьего альбома, чтобы отпраздновать выпуск документального фильма. 22 июня группа выступила на летней концертной серии Today Show. 25 июня Tumblr организовала шоу в Нью-Йорке в рамках своей серии мероприятий Tumblr IRL, где группа выступала для своих поклонников, пока они праздновали дебют своего альбома на первом месте в США.
В августе группа выпустила эксклюзивную для Spotify версию своего трека "Lie To Me", а также кавер-версию песни Post Malone "Stay". В октябре группа была представлена в эпизоде подкаста Billboard Pop Shop, рассказывая о создании своего сингла "Youngblood". Песня стала хитом в чарте радио поп-песен США, а также их предстоящий третий сингл "Valentine". в декабре они выступили на церемонии Aria Awards 2018 в Австралии, где завоевали три награды.
В декабре группа была включена в несколько чартов Billboard 2018 года. Их альбом, Youngblood, был в топ-100 из Billboard 200 альбомов и лучших канадских альбомных чартов. Их сингл, "Youngblood", был в топ-20 чартов Billboard Pop Songs, в топ-40 чартов Hot 100 Songs, Radio Songs, Adult Pop Songs, Dance/Mix Show Airplay Songs, Digital Song Sales и Canadian Hot 100, а также в топ-100 чартов Streaming Songs и On-demand Songs. "Youngblood" был самым продаваемым синглом в Австралии в 2018 году.
21 декабря 2018 года группа выпустила новую версию своего трека "Lie To Me", в котором фигурирует американская певица и автор песен Джулия Майклс. Музыкальный клип, снятый на бывшей гоночной трассе, был выпущен 18 января. Акустическая версия сингла была выпущена 1 февраля 2019 года вместе с сопровождающим музыкальным клипом.

### 2019-2022: CALM
5 февраля 2019 года группа поделилась тизерами для своего предстоящего сингла "Who Do You Love", сотрудничающего с американским диджейским дуэтом The Chainsmokers. Сингл был выпущен 7 февраля вместе с лирическим видео на YouTube. В марте группа исполнила сингл вместе с Chainsmokers на Tonight Show с участием Джимми Фэллона, а официальное музыкальное видео было выпущено 25 марта 2019 года. Группа также гастролировала вместе с ними в их Североамериканском туре World War Joy вместе с Ленноном Стеллой в последнем квартале 2019 года.
23 мая 2019 года они выпустили песню "Easier" в качестве ведущего сингла с их предстоящего четвертого студийного альбома. Их последующий сингл, "Teeth", из 3-го сезона сериала Netflix "13 Причин Почему", был выпущен 21 августа 2019 года. 5 февраля 2020 года они объявили о своем четвертом студийном альбоме Calm, который был выпущен 27 марта 2020 года, и одновременно выпустили "No Shame", третий сингл с альбома.
16 февраля 2020 года группа выступала на огонь Австралия, телевизионном концерте на стадионе ANZ в Сиднее сбор средств для помощи лесных пожаров. Их выступление, которое включало в себя самое первое живое выступление "No Shame", было широко оценено, с надписью Billboard: "они были подняты, играя на стадионах, и как таковые были, возможно, удивительно, идеальным разминочным актом для Queen - хотя такой термин уменьшает влияние, которое они имели за пятнадцать коротких минут.
Они выпустили песню "Old Me" в качестве рекламного сингла 21 февраля 2020 года, а затем выпустили ее на радио в качестве четвертого сингла альбома 6 марта. 25 марта 2020 года группа выпустила "Wildflower" как пятый и последний сингл с будущего альбома.
27 марта 2020 года выпустили четвёртый альбом "CALM" (стилизован как C A L M - акроним из первым букв имён участников группы: Калума, Эштона, Люка, Майкла).

### c 2022: 5SOS5
2 марта 2022 года группа выпустила «Complete Mess» в качестве ведущего сингла со своего грядущего пятого студийного альбома. Второй сингл «Take My Hand» был выпущен 1 апреля 2022 года. Третий сингл «Me, Myself & I» был выпущен 11 мая 2022 года.
В мае 2022 года группа анонсировала свой пятый студийный альбом 5SOS5, который вышел 23 сентября 2022 года.

## Состав группы
- Люк Роберт Хеммингс (род. 16 июля 1996) — вокал, гитара.
- Майкл Гордон Клиффорд (род. 20 ноября 1995) — соло-гитара, бэк-вокал.
- Калум Томас Худ (род. 25 января 1996) — бас-гитара, бэк-вокал.
- Эштон Флетчер Ирвин (род. 7 июля 1994) — ударные, бэк-вокал.

## Дискография
Студийные альбомы
- 5 Seconds of Summer (2014)
- Sounds Good Feels Good (2015)
- Youngblood [18](2018)
- CALM[17] (2020)
- 5SOS5 (2022)

Концертные альбомы
- LIVESOS (2014)
- Meet You There Tour Live (2019)
- No Shame Tour (2020)

Мини-альбомы
- Unplugged (2011)
- Somewhere New (2012)
- She Looks So Perfect EP (2014)
- Don’t Stop EP (2014)
- Amnesia EP (2014)
- Good Girls EP (2014)

## Видеография
- "Out of My Limit" Архивная копия от 24 августа 2014 на Wayback Machine (режиссёр Брайс Джепсен; 2012)
- "Heartbreak Girl" Архивная копия от 26 августа 2014 на Wayback Machine (режиссёр Чарли Миллер; 2013)
- "Try Hard" Архивная копия от 26 августа 2014 на Wayback Machine (режиссёр Бен Уинстон; 2013)
- "Wherever You Are" Архивная копия от 26 августа 2014 на Wayback Machine (режиссёр Бен Уинстон; 2013)
- "She Looks So Perfect" Архивная копия от 23 августа 2014 на Wayback Machine (режиссёр Фрэнк Борин; 2014)
- "Don’t Stop" Архивная копия от 25 августа 2014 на Wayback Machine (режиссёр Айзек Рентц; 2014)
- "Amnesia" Архивная копия от 24 августа 2014 на Wayback Machine (режиссёр Айзек Рентц; 2014)
- "Good Girls" Архивная копия от 10 октября 2014 на Wayback Machine (режиссёр Айзек Рентц; 2014)
- "What I Like About You (Live)" Архивная копия от 9 декабря 2014 на Wayback Machine (режиссёр Том Ван Шелвин; 2014)
- "She’s Kinda Hot" Архивная копия от 27 августа 2015 на Wayback Machine(режиссёр Айзек Рентц; 2015)
- "Hey Everybody" Архивная копия от 31 марта 2016 на Wayback Machine (режиссёр Айзек Рентц: 2015)
- "Girls Talk Boys" https://www.youtube.com/watch?v=0MXldocLfu4 Архивная копия от 23 июля 2016 на Wayback Machine
- "Jet Black Heart" https://www.youtube.com/watch?v=K0X7u_mmREE Архивная копия от 28 апреля 2016 на Wayback Machine
- "Youngblood" https://www.youtube.com/watch/-RJSbO8UZVY
- "Want You Back" https://www.youtube.com/watch?v=EhSXsTSNDyo Архивная копия от 20 апреля 2018 на Wayback Machine
- "Valentine" https://www.youtube.com/watch?v=njwXRJDNpbQ&list=PLR9AEg2TU68S99USdhb-9JWSkwuC39ZIh&index=3
- "Lie To Me" https://www.youtube.com/watch?v=PKcGR3hexig Архивная копия от 22 мая 2020 на Wayback Machine
- "Easier" https://www.youtube.com/watch?v=b1dFSWLJ9wY Архивная копия от 27 июля 2021 на Wayback Machine
- "Teeth" https://www.youtube.com/watch?v=JWeJHN5P-E Архивная копия от 5 апреля 2020 на Wayback Machine
- "No Shame" https://www.youtube.com/watch?v=69glFaMhGgc Архивная копия от 28 марта 2020 на Wayback Machine
- "Old Me" https://www.youtube.com/watch?v=i0jZJtE1KhU Архивная копия от 22 марта 2020 на Wayback Machine
- "Wildflower" https://www.youtube.com/watch?v=YgzhJcBnKOg Архивная копия от 18 апреля 2020 на Wayback Machine